# بيانو تايلز
بيانو تايلز (بالإنجليزية: piano tiles)‏، تسمية أندرويد: دونت تاب ذا وايت تايلز، تسمية آي أو إس: بيانو تايلز-دونت تاب ذا وايت تايلز. هو تطبيق للعبة فيديو فردية، أُصدرت في 28 مارس 2014. هناك ست أشكال (modes) مختلفة من اللعبة في هذا التطبيق، الأشكال هي: الشكل الكلاسيكي، شكل الآركيد، شكل Zen، شكل التناوب، شكل الاندفاع، شكل الآركيد+ (الذي يضم أشكال فرعية هي القنبلة والبرق والتضاعف). في وقت متأخر من أبريل 2014، كانت اللعبة من أكثر التطبيقات المحملة على أجهزة الآي أو إس والأندرويد. وفي وقت مبكر من يوليو أطلقت اللعبة لويندوز فون أو إس.

## طريقة اللعب
بيانو تايلز هي لعبة يجب على اللاعب فيها أن يضغط المربعات السوداء الموجودة في الشاشة. إذا ضغطها فإنها تصدر صوت بيانو لطيف. إذا ضغط على مربع أبيض فإنه يخسر ويصدر من ضغط المربع الأبيض صوت نشازي.

## الأشكال
- الشكل الكلاسيكي

شاشة اللعب أثناء لعب بيانو تايلز

الشكل الكلاسيكي (classic mode) موجود فيه عدد من المربعات السوداء الذي يجب على اللاعب أن يضغطها ليربح. تتحرك الشاشة يدوياً حسب ضغط اللاعب للمربع الأسود وكلما يضغط يتقدم. ويحاول اللاعب ضغط جميع المربعات السوداء في أقل وقت ممكن.
- شكل الآركيد

في شكل الآركيد (arcade mode) تتحرك الشاشة تلقائياً مما يجب على اللاعب أن يضغط جميع المربعات السوداء التي توجد على الشاشة عندما تتحرك الشاشة. يخسر اللاعب عندما يفوت مربعاً أسود عند تحرك الشاشة أو عند ضغطه مربعاً أبيض، وفي هذا الشكل يحاول اللاعب ضغط أكبر عدد من المربعات قبل أن يخسر.
- شكل zen

شكل زن (Zen mode) يحاول اللاعب ضغط أكبر عدد من المربعات السوداء في وقت محدد وتتحرك الشاشة وتتقدم بضغط المربعات السوداء.
- شكل الاندفاع

في شكل الاندفاع (rush mode) تتحرك الشاشة تلقائياً ونفس شكل الآركيد يحاول ضغط المربعات السوداء وتزيد السرعة كلما يتقدم ولكن لا يحاول ضغط أكبر عدد من المربعات، ولكن يحاول البقاء في اللعبة من دون أن يخسر. وإذا خسر تُحسب له السرعة التي خسر عندها.
- شكل التناوب

شكل التناوب (relay mode) مشابه لشكل زن حيث فيه وقت محدود لكن إذا ضغط اللاعب عدد محدد من المربعات السوداء فسيزيد الوقت. فهو إذا ضغط 50 مربع أسود قبل انتهاء الوقت المحدد فسيزيد الوقت أما إذا لم يفعل فسيخسر. الشاشة تتحرك فيه يدوياً كما في الشكل الكلاسيكي وشكل زن.
- شكل آركيد+

يضم هذا الشكل (arcade+ mode) ثلاثة أشكال فرعية:
-شكل البرق (lightning): نفس شكل الآركيد ولكن أثناء اللعب تُطفئ الشاشة للحظات وترجع.
-شكل القنبلة (bomb): نفس شكل الآركيد ولكن فيه مربعات حمراء إذا كان ورائها مربعات بيضاء وضغطها يخسر لكن إذا كان ورائها مربعات سوداء وضغطت فإن المربعات السوداء تُضغط مباشرة ولايخسر اللاعب.
-شكل المضاعف (double): نفس شكل الآركيد ولكن في هذا الشكل توجد مربعات في نفس الصف مما يُصعب اللعب.